# Referendum o tehničnem zakonu o izbrisanih
Referendum o tehničnem zakonu o izbrisanih je potekal 4. aprila 2004. Volivci so se izrekali o tem, ali podpirajo vladne predloge za povrnitev pravic pripadnikom etničnih manjšin , ki so bili leta 1992 izbrisani iz registra. 96,05 % volivcev je glasovalo proti uveljavitvi zakona. Udeležba je bila 31,54-odstotna.
Referendum je podprla opozicijska Slovenska demokratska stranka, vlada pa je pozvala k bojkotu.